# Forte Buso
Il forte Buso anche conosciuto come forte Albuso è un forte militare austro-ungarico, situato nei pressi di Paneveggio (Panevége), frazione di Predazzo (Pardàc), in provincia di Trento. Il forte appartiene al "sottosbarramento di Paneveggio" facente parte dello "Sbarramento Passo Rolle" del "Subrayon IV" del grande sistema di fortificazioni austriache al confine italiano.

## Descrizione

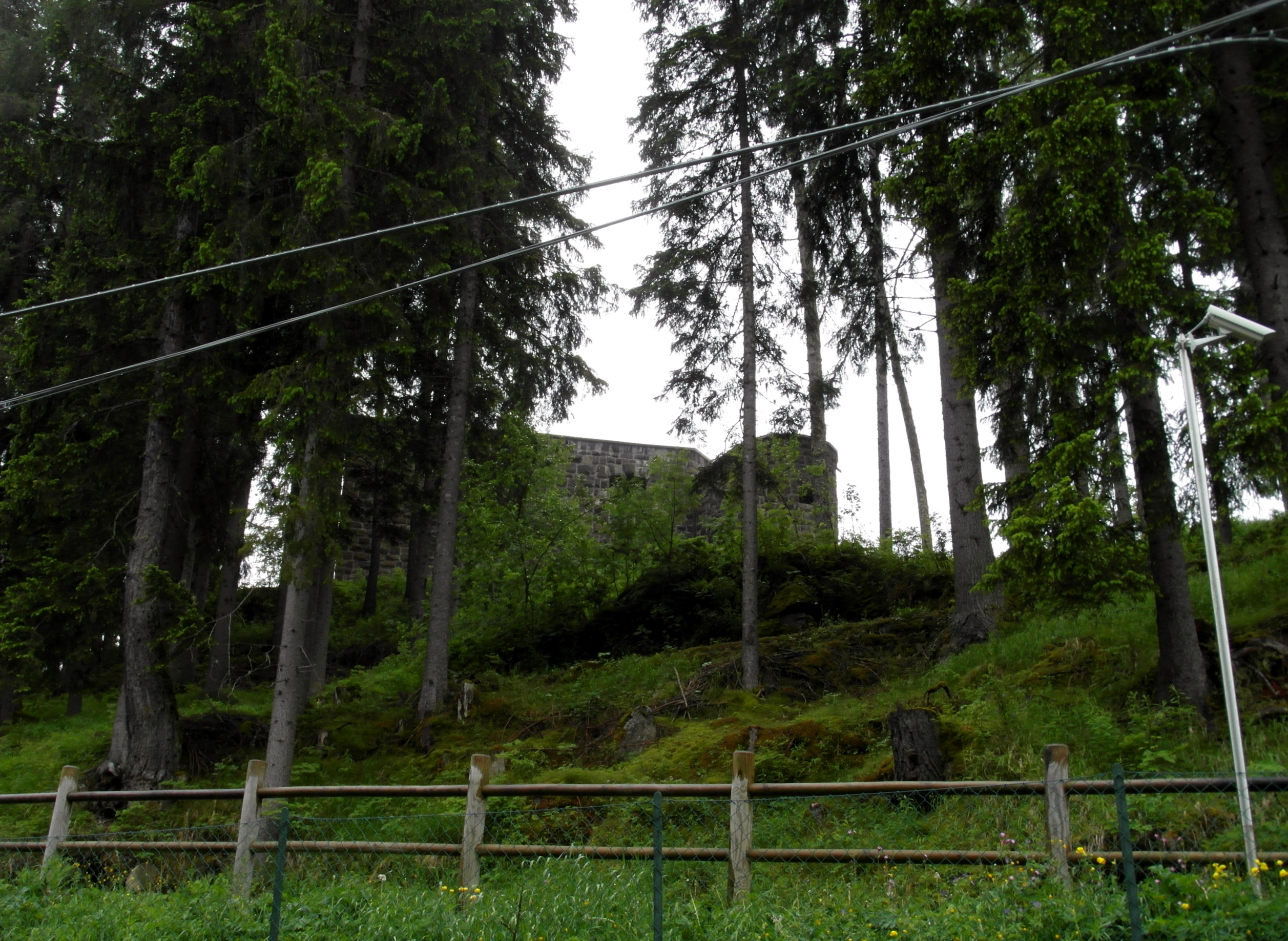
Vista del forte dalla strada

L'opera di costruzione della fortificazione austro-ungarica iniziò nel 1890 e finì nel 1895. Solamente nel 1912 subì un ulteriore riammodernamento.
Il forte si compone di un blockhouse disposto su due piani, e contorniato da un ampio fossato. Alcune trincee e camminamenti collegavano questo forte al sopraelevato forte Dossaccio, mentre altri conducevano ad altre postazioni esterne.
In totale, l'armamento previsto per questo forte era pari a 4 cannoni da 120 mm (6 cannoni da 90 mm. Mod. 4 secondo altre fonti). Solamente nel 1916 si decise di aggiungere all'esterno dai 3 ai 5 pezzi di piccolo calibro.
Al suo interno il forte ospitava una guarnigione di 134 soldati e 4 ufficiali in tempo di guerra, mentre normalmente vi si trovavano 57 (o 60) militari. Il forte Buso e Dossaccio erano collegati sia telegraficamente che otticamente.
Al suo interno è stata posta una lapide in commemorazione dell'ing. Leo Moser che morì durante un incidente mentre stavano procedendo i lavori di costruzione alla diga, il 7 novembre 1950.

## Posizione
Il forte sorge al limite orientale del Parco naturale Paneveggio - Pale di San Martino, nel territorio del Comune di Predazzo. Per raggiungerlo bisogna superare il paese di Predazzo e seguire la strada per il passo Rolle; dopo la località di Bellamonte, dopo alcuni tornati si trova sulla destra la diga che sbarra il corso del torrente. Proprio sopra ai centri di controllo della diga si trova il forte. Essendo questo però parte della società Primiero Energia Spa, risulta imperativo ottenere un permesso per entrare.